# Euchromius erum
Euchromius erum là một loài bướm đêm trong họ Crambidae.